# 葛西臨海公園駅
葛西臨海公園駅（かさいりんかいこうえんえき）は、東京都江戸川区臨海町六丁目にある、東日本旅客鉄道（JR東日本）京葉線の駅である。駅番号はJE 06。江戸川区最南端の駅である。
京葉線の列車のほか、西船橋駅から武蔵野線に乗り入れる列車も停車する。

## 歴史
- 1988年（昭和63年）12月1日：開業[新聞 1][新聞 2]。開業前の仮称は「葛西沖」だった[1]。
- 1990年（平成2年）3月10日：京葉線が新木場から東京まで延伸開業し[新聞 3]、東京都区内エリアに組み込まれる。
- 1995年（平成7年）12月1日：通過線の使用を開始[2]。
- 2001年（平成13年）11月18日：ICカード「Suica」の利用が可能となる[報道 1]。
- 2007年（平成19年）3月22日：発車メロディを導入。
- 2013年（平成25年）3月16日：武蔵野快速の各駅停車への統一に伴い、平日についても武蔵野線直通列車の停車を開始[報道 2]。当駅は各駅停車のみの停車となる。
- 2014年（平成26年）3月31日：みどりの窓口の営業を終了。
- 2017年（平成29年）3月31日：駅構内の壁面およびホーム対向壁を改装[報道 3][新聞 4]。
- 2021年（令和3年）1月30日：高架下に複合商業施設「Ff（エフエフ）」がオープン[報道 4][報道 5]。

## 駅構造
島式ホーム1面2線（ホームに接するのは内側の待避線のみ）と、その外側に上下通過線（本線）を有する高架駅である。
朝夕を中心に、一部の各駅停車が当駅で特急、快速の通過待ちを行う。また、停車列車は駅前後の分岐器通過時に大きく揺れるため、自動放送を搭載している車両ではその旨の案内がなされる。通過線は1995年（平成7年）12月1日に完成したもので、それ以前はプラットホーム側を通過していた。
新木場駅管理の直営駅で、自動券売機、多機能券売機、指定席券売機、自動改札機、自動精算機が設置されている。JRの特定都区市内制度における「東京都区内」に属するが、1990年（平成2年）3月10日に京葉線の新木場駅 - 東京駅間が開業するまでは飛地のような状態だったことから、隣の新木場駅同様属していなかった。現時点においてこのような前歴を持つ駅は当駅と新木場駅とおおさか東線の新加美駅のみである。
京葉線では当駅が東京都区内の東限となる。私鉄・地下鉄を含めた東限は都営地下鉄新宿線の篠崎駅である。

### のりば
| 番線 | 路線     | 方向 | 行先                             |
| ---- | -------- | ---- | -------------------------------- |
| 1    | 京葉線   | 下り | 舞浜・新浦安・海浜幕張・蘇我方面 |
| 1    | 武蔵野線 | -    | 西船橋・新松戸方面               |
| 2    | 京葉線   | 上り | 新木場・東京方面                 |

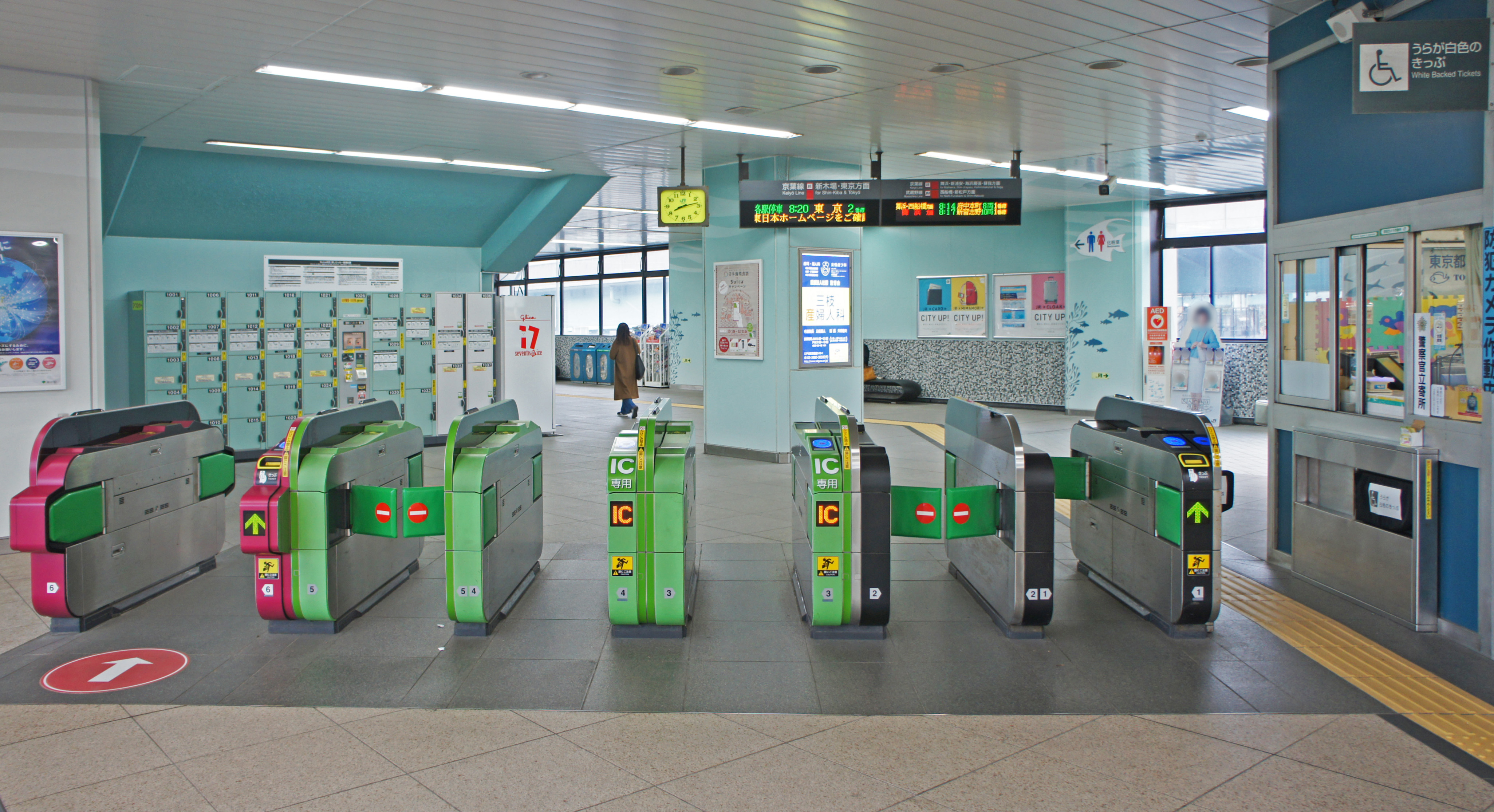
改札口（2019年12月）
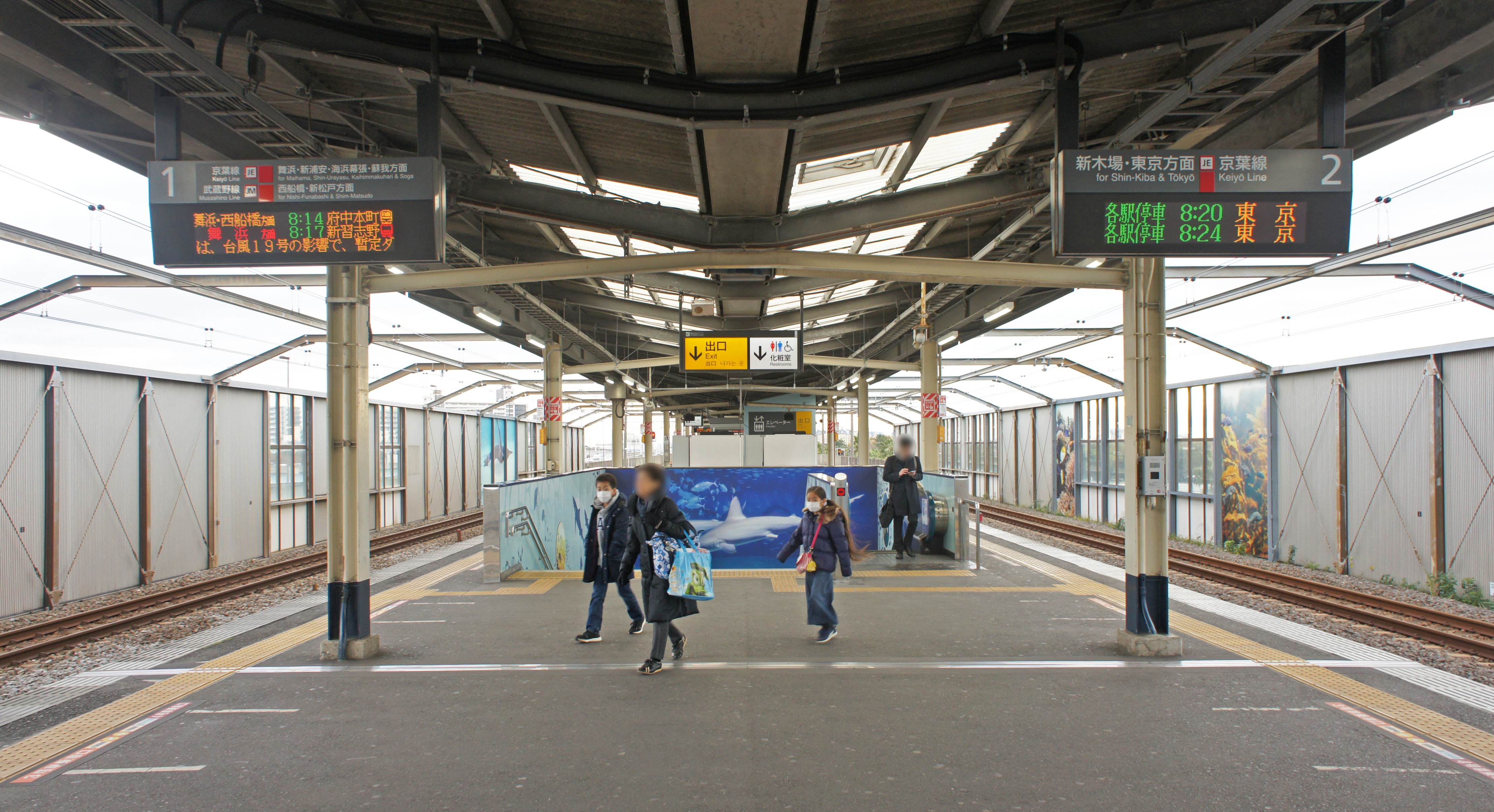
ホーム（2019年12月）

| 運転番線 | 営業番線 | ホーム     | 東京方面着発 | 西船橋・蘇我方面着発 | 備考                 |
| -------- | -------- | ---------- | ------------ | -------------------- | -------------------- |
| 1        |          | ホームなし | 到着可       | 出発可               | 下り主本線（通過線） |
| 2        | 1        | 10両分     | 到着可       | 出発可               |                      |
| 3        | 2        | 10両分     | 出発可       | 到着可               |                      |
| 4        |          | ホームなし | 出発可       | 到着可               | 上り主本線（通過線） |

- 主本線を発着する場合は通過が可能。

（出典：青木義雄（東日本旅客鉄道運輸車両部輸送課）「JR武蔵野線・京葉線の輸送と運転」『鉄道ピクトリアル』第52巻第8号（通巻720号）、電気車研究会、2002年8月1日、44頁、ISSN 0040-4047。）

### 駅構内
駅高架下に複合商業施設「Ff」が2021年（令和3年）1月30日に開業しており、以下の店舗が存在する。
- 酵NOODLE
- SPICE FAMILY
- TODAY’S FARM
- BUT THE BUTTER
- THE ROOTS FRUITS
- ファミリーマート葛西臨海公園駅前店
- HYGGE STORE BY NORDISK
- YAMBURGER
- スターバックス葛西臨海公園駅店

## 利用状況
2023年度（令和5年度）の1日平均乗車人員は13,646人である。
1990年度（平成2年度）以降の推移は以下のとおりである。
| 1日平均乗車人員推移 | 1日平均乗車人員推移 | 1日平均乗車人員推移 | 1日平均乗車人員推移 | 1日平均乗車人員推移 | 1日平均乗車人員推移 | 1日平均乗車人員推移 |
| 年度                | 定期外              | 定期                | 合計                | 出典                | 出典                | 出典                |
| 年度                | 定期外              | 定期                | 合計                | JR                  | 東京都              | 江戸川区            |
| ------------------- | ------------------- | ------------------- | ------------------- | ------------------- | ------------------- | ------------------- |
| 1990年（平成02年）  |                     |                     | 6,893               |                     | [ 都 1 ]            |                     |
| 1991年（平成03年）  |                     |                     | 8,063               |                     | [ 都 2 ]            |                     |
| 1992年（平成04年）  |                     |                     | 8,556               |                     | [ 都 3 ]            |                     |
| 1993年（平成05年）  |                     |                     | 8,800               |                     | [ 都 4 ]            |                     |
| 1994年（平成06年）  |                     |                     | 8,548               |                     | [ 都 5 ]            |                     |
| 1995年（平成07年）  |                     |                     | 8,913               |                     | [ 都 6 ]            |                     |
| 1996年（平成08年）  | 4,999               | 4,091               | 9,090               |                     | [ 都 7 ]            | [ 江 1 ]            |
| 1997年（平成09年）  | 4,554               | 4,193               | 8,747               |                     | [ 都 8 ]            | [ 江 1 ]            |
| 1998年（平成10年）  | 4,315               | 4,313               | 8,628               |                     | [ 都 9 ]            | [ 江 1 ]            |
| 1999年（平成11年）  | 4,400               | 4,441               | 8,841               |                     | [ 都 10 ]           | [ 江 1 ]            |
| 2000年（平成12年）  | 4,728               | 4,838               | 9,566               | [ JR 2 ]            | [ 都 11 ]           | [ 江 1 ]            |
| 2001年（平成13年）  | 5,498               | 5,197               | 10,695              | [ JR 3 ]            | [ 都 12 ]           | [ 江 2 ]            |
| 2002年（平成14年）  | 5,050               | 5,493               | 10,543              | [ JR 4 ]            | [ 都 13 ]           | [ 江 3 ]            |
| 2003年（平成15年）  | 5,271               | 5,595               | 10,866              | [ JR 5 ]            | [ 都 14 ]           | [ 江 4 ]            |
| 2004年（平成16年）  | 5,316               | 5,687               | 11,003              | [ JR 6 ]            | [ 都 15 ]           | [ 江 5 ]            |
| 2005年（平成17年）  | 5,737               | 5,965               | 11,602              | [ JR 7 ]            | [ 都 16 ]           | [ 江 6 ]            |
| 2006年（平成18年）  | 5,872               | 5,870               | 11,742              | [ JR 8 ]            | [ 都 17 ]           | [ 江 7 ]            |
| 2007年（平成19年）  | 6,023               | 6,091               | 12,114              | [ JR 9 ]            | [ 都 18 ]           | [ 江 8 ]            |
| 2008年（平成20年）  | 5,940               | 6,184               | 12,124              | [ JR 10 ]           | [ 都 19 ]           | [ 江 9 ]            |
| 2009年（平成21年）  | 5,789               | 6,199               | 11,988              | [ JR 11 ]           | [ 都 20 ]           | [ 江 10 ]           |
| 2010年（平成22年）  | 5,687               | 6,311               | 11,998              | [ JR 12 ]           | [ 都 21 ]           | [ 江 11 ]           |
| 2011年（平成23年）  | 5,315               | 6,329               | 11,644              | [ JR 13 ]           | [ 都 22 ]           | [ 江 12 ]           |
| 2012年（平成24年）  | 5,730               | 6,468               | 12,198              | [ JR 14 ]           | [ 都 23 ]           | [ 江 13 ]           |
| 2013年（平成25年）  | 6,009               | 6,890               | 12,899              | [ JR 15 ]           | [ 都 24 ]           | [ 江 14 ]           |
| 2014年（平成26年）  | 5,855               | 6,974               | 12,829              | [ JR 16 ]           | [ 都 25 ]           | [ 江 15 ]           |
| 2015年（平成27年）  | 6,017               | 7,308               | 13,325              | [ JR 17 ]           | [ 都 26 ]           | [ 江 16 ]           |
| 2016年（平成28年）  | 5,960               | 7,395               | 13,356              | [ JR 18 ]           | [ 都 27 ]           | [ 江 17 ]           |
| 2017年（平成29年）  | 6,165               | 7,479               | 13,644              | [ JR 19 ]           | [ 都 28 ]           | [ 江 18 ]           |
| 2018年（平成30年）  | 6,154               | 7,574               | 13,729              | [ JR 20 ]           | [ 都 29 ]           | [ 江 19 ]           |
| 2019年（令和元年）  | 5,958               | 7,742               | 13,701              | [ JR 21 ]           | [ 都 30 ]           | [ 江 20 ]           |
| 2020年（令和02年）  | 3,664               | 6,278               | 9,943               | [ JR 22 ]           | [ 都 31 ]           | [ 江 21 ]           |
| 2021年（令和03年）  | 4,656               | 6,376               | 11,033              | [ JR 23 ]           | [ 都 32 ]           | [ 江 22 ]           |
| 2022年（令和04年）  | 5,796               | 6,763               | 12,560              | [ JR 24 ]           | [ 都 33 ]           | [ 江 23 ]           |
| 2023年（令和05年）  | 6,413               | 7,232               | 13,646              | [ JR 1 ]            |                     |                     |

## 駅周辺
駅出口は南側（葛西臨海公園側）にのみ設置されている。北側は国道357号、首都高速湾岸線に隣接しているが、地下道等はない。住宅地のある駅の北側に向かうには、東西ともに500メートルほど迂回して歩道橋を渡る必要がある。国道357号、首都高速湾岸線の北側にはトラックターミナル、倉庫、市場などが立ち並ぶ。当駅からバス利用で東京メトロ東西線葛西駅・西葛西駅、東京ディズニーリゾートへ行くことができる。
- 葛西臨海公園
  - 葛西臨海水族園
  - ダイヤと花の大観覧車
  - ホテルシーサイド江戸川
  - 東京水辺ライン 葛西
- 葛西海浜公園
- カヌー・スラロームセンター
- ロッテ葛西ゴルフ
- 東京都下水道局葛西水再生センター
- 江戸川区臨海球技場
- 日本私立学校振興・共済事業団東京臨海病院
- 江戸川区陸上競技場
- 新左近川親水公園
- 東京都中央卸売市場葛西市場
- 葛西トラックターミナル
- 国道357号
- 首都高速湾岸線 葛西出入口
- 東京都道318号環状七号線
- 東京都交通局 江戸川営業所臨海支所
- ベルク 江戸川臨海店

## バス路線
駅前交通広場にある「葛西臨海公園駅」「葛西臨海公園駅前」が最寄りバス停留所となる。2007年（平成19年）4月からは江戸川区環七シャトルバス「シャトルセブン」が、2011年（平成23年）4月からは奥戸車庫行きの深夜急行バスが当駅に乗り入れている。なお、都営バス臨海支所が駅北方約500メートル程度の所にあるため、「臨海車庫（葛西臨海公園北入口）」からの路線バスも利用できる。
| のりば                         | 運行事業者     | 系統・行先 |
| 葛西臨海公園駅                 | 葛西臨海公園駅 | 葛西臨海公園駅 |
| ------------------------------ | -------------- | --- |
| 0                              | 京成バス       | - SS07：小岩駅・一之江駅 / 東京ディズニーシー - SS08：亀有駅 / 東京ディズニーシー - 深夜急行：奥戸車庫                 |
| 葛西臨海公園駅前               |                | |
| 1                              | 都営バス       | 臨海28-1：一之江駅前・葛西駅前・一之江橋西詰                                                                           |
| 2                              | 都営バス       | 西葛20乙：西葛西駅前                                                                                                   |
| 3                              | 都営バス       | 葛西21：葛西駅前 |
| 4                              | 都営バス       | 西葛26：船堀駅前 |
| 臨海車庫（葛西臨海公園北入口） |                | |
|                                | 都営バス       | - 錦22：錦糸町駅前 - 臨海22：船堀駅前 - 両28：両国駅前・亀戸駅前 - 臨海28-2：葛西駅前・一之江駅前 - 臨海28-3：葛西駅前 |

## その他
2020年（令和2年）現在、想定での段階ではあるが赤羽駅と葛西臨海公園駅を直結するメトロセブン構想がある。

## 隣の駅
東日本旅客鉄道（JR東日本）
 京葉線
■快速
通過
■各駅停車（武蔵野線直通含む）
新木場駅 (JE 05) - 葛西臨海公園駅 (JE 06) - 舞浜駅 (JE 07)

### 記事本文